# Józef Alojzy Seyfried
Józef Alojzy Seyfried, (Sayfried, Seifried, Seyfryd, Zeifrid, Zejfryd, Zejryd), (ur. ok. 1829 – zm. ?) – naczelnik wojskowy województwa mazowieckiego w powstaniu styczniowym.
W lutym 1863 wziął udział w kampanii kujawskiej Ludwika Mierosławskiego. Odebrano mu funkcję naczelnika wojennego po nieudzieleniu pomocy Edmundowi Taczanowskiemu w czasie bitwy pod Ignacewem 8 maja 1863 roku. W 1864 był szefem sztabu Józefa Hauke-Bosaka. Aresztowany przez Austriaków w kwietniu 1864, więziony do lutego 1865 roku, wyemigrował.